# Ndoupé
Ndoupé ist ein Dorf in der Zentralregion von Kamerun in der Gemeinde Dibang.
Die Bevölkerung von Ndoupé betrug zum Zeitpunkt der Volkszählung 2005 423 Einwohner, darunter 195 Männer und 228 Frauen.

## Nachweise
1. ↑  Troisième recensement général de la population et de l'habitat (3e RGPH, 2005), Bureau central des recensements et des études de population du Cameroun (BUCREP), 2015.

Koordinaten: 3° 53′ N, 10° 41′ O